# 이동수 (정치학자)
이동수(1960년~)는 대한민국의 정치학자이자 대학 교수이다.
1980년 서울대학교 정치학과에 입학하였고 동 대학원에서 석사학위를 받았다. 이후 미국 밴더빌트대학교에서 정치학 박사학위를 취득했다. 한국NGO학회 편집위원장, 한국정치사상학회 연구위원장, 한국정치평론학회 총무이사, KBS 객원해설위원, 행정안전부 지방행정연수원 겸임교수, 대통령실 정책자문위원, 대통령직속 녹색성장위원, 경희대 NGO대학원장 등을 역임했다. 현재 경희대학교 교무처장이다.

## 경력
- 경희대학교 교무처장 ( 2014.02-현재)
- 대통령직속 녹색성장위원회 위원 (2011.10-2013.02)
- 대통령실 정책자문위원 (2011.10-2013.02)
- 경희대 공공대학원 원장 (2011.03-2014.02)
- 미국 버클리대학교(UC Berkeley) 방문교수 (2009.09-2010.08)
- 경희대 NGO대학원 원장 (2007.01-2011.02)
- KBS 객원해설위원 (2006.01-2008.12)

## 저서
- <시민은 누구인가>
- <행복과 21세기 공동체>
- <미래와의 소통>
- <탈20세기 대화록>
- <민주주의 강의 4 : 현대적 흐름>

## 학력
- 서울대학교 정치학과 (학사)
- 서울대학교 대학원 정치학과 (석사)
- 미국 밴더빌트 대학교(Vanderbilt University) 대학원 정치학과 (박사)